# Санта-Текла
Санта-Текла (ісп. Santa Tecla) — місто в Сальвадорі, на Панамериканському шосе, адміністративний центр департаменту Ла-Лібертад.

## Історія
Місто було засноване в 1852 році під назвою Нуева-Сан-Сальвадор (ісп. Nueva San Salvador — «новий Сан-Сальвадор»). В 2003 році місту було присвоєно нинішню назву — Санта-Текла, на честь святої Фекли Іконійської.

## Економіка
Санта-Текла — центр району з виробництва і торгівлі кавою. Тут є підприємства текстильної промисловості.
1. ↑  http://www.elmetropolitanodigital.com/2015/07/santa-tecla-firma-convenio-de-hermandad-con-tegucigalpa/
2. ↑  https://web.archive.org/web/20160307142512/http://www.laprensagrafica.com/el-salvador/departamentos/268373-granada-y-santa-tecla-se-hermanan
3. ↑  https://www.diariocorreo.com.ec/9341/ciudad/machala-y-santa-tecla-hermanadas-a-traves-de-convenio
4. ↑  http://biblioteca.idg.edu.sv/textocompleto/2653.pdf